# Jan Winiarz
Jan Józef Winiarz (ur. 10 czerwca 1923 w Brzostku; zm. 10 kwietnia 1994 w Rzeszowie) – polski profesor nauk prawnych, specjalista w dziedzinie prawa cywilnego, prawa rzeczowego i prawa rodzinnego.

## Życiorys
W 1939 ukończył gimnazjum i liceum w Jaśle. W czasie okupacji pracował w Biurze Pocztowym w Brzostku (1941–1944) i przebywał na pracach przymusowych w Rzeszy (1944–1945). Po wojnie ukończył liceum w Lubaniu Śląskim w 1947. Następnie podjął studia na Uniwersytecie Warszawskim, które ukończył w 1951. Dziesięć lat później doktoryzował się w Instytucie Naukowym Polskiej Akademii Nauk, rozprawą pt. Ustalanie wysokości odszkodowania. W 1968 uzyskał habilitację za pracę zatytułowaną Użytkowanie wieczyste. Tytuł profesora zwyczajnego w dziedzinie nauk prawnych otrzymał w 1985 roku. Osiem lat później przeszedł na emeryturę.
Był pracownikiem Uniwersytetu Gdańskiego (1974–1978), rzeszowskiego oddziału Uniwersytetu Marii Curie-Skłodowskiej w Lublinie oraz Uniwersytetu Mikołaja Kopernika w Toruniu (1971–1981). Pełnił funkcję prorektora UMK w latach 1975–1981. Odbywał staże naukowe w Austriackiej Akademii Nauk, Uniwersytecie w Wiedniu, Uniwersytecie w Ratyzbonie i Ukraińskiej Akademii Nauk.
Pochowany na cmentarzu komunalnym Wilkowyja w Rzeszowie.

## Odznaczenia
- Nagroda Ministerstwa Nauki, Szkolnictwa Wyższego i Techniki (1975)
- Medal Komisji Edukacji Narodowej (1980)
- Nagroda Sekretariatu Naukowego PAN (1968)